# Capital inversión inmobiliario
En finanzas, el capital privado inmobiliario (en inglés: Private Equity Real Estate) es considerado una clase de activo consistente en la inversión en capital o deuda con subyacente inmobiliario. Estas inversiones habitualmente suponen una estrategia de gestión activa desde un moderado reposicionamiento del activo, realquiler de propiedades, hasta el desarrollo de promociones inmobiliarias o grandes ámbitos urbanísticos.
Las inversiones son realizadas habitualmente a través de fondos de capital privado inmobiliarios, que son estructuras de inversión colectiva, que agrupan capital de diferentes inversores. Estos fondos habitualmente tienen una duración de diez años distribuidos en 2-3 años de inversión, durante los cuales se realizan las adquisiciones de activos, y unos periodos de gestión de los activos en los que mediante una gestión activa se crea valor hasta que finalmente este es realizado durante los últimos dos años, habitualmente llamados periodo de liquidación.

## Historia y Evolución
Hay una larga historia de inversión institucional en el sector inmobiliario, tanto a través de inversión directa como indirecta, a través de fondos y/o vehículos de inversión. Al principio, la inversión institucional se realizaba sólo con estrategia "core", cuando las condiciones de los mercados cambiaron en los años noventa, empezaron a emerger los llamados fondos oportunistas y fondos de Valor añadido, dirigidos a aprovechar las oportunidades que la caída de precios inmobiliarios ofrecía, adquiriendo activos con descuentos relevantes y creando valor en los mismos a través de una gestión activa. El capital privado inmobiliario apareció como una clase de activo independiente a comienzos del siglo XXI y ha experimentado un gran crecimiento en los últimos años.

## Niveles en la gestión del Capital Privado Inmobiliario

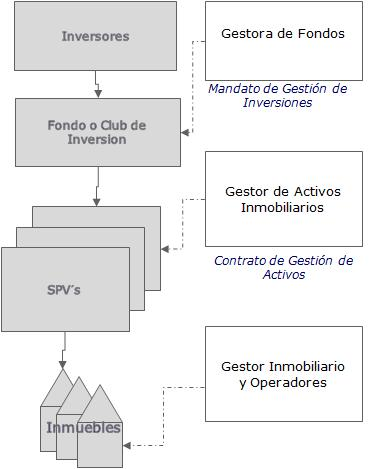
Niveles de Gestión del Capital Privado Inmobiliario

Dentro de la gestión de inversiones inmobiliarias identificamos tres niveles: la gestión de capital, la gestión de activos y la gestión inmobiliaria propiamente dicha.
- Gestión de Capital o también llamada Gestión de Fondos/ Inversiones: Con visión más estratégica, el gestor de fondos se encarga de las principales cuestiones relacionadas con los inversores y las inversiones: estructuración del fondo, definición del gobierno corporativo, relaciones con inversores, adquisiciones y ventas de activos, administración del fondo desde lanzamiento hasta la liquidación.
- Gestión de Activos: El gestor de activos se encarga de las diferentes disciplinas relativas a la gestión del activo inmobiliario desde el momento de la inversión hasta la venta. El proceso es esencialmente de naturaleza táctica. El asset manager supervisa y coordina las siguientes actividades: adquisición del inmueble, gestión inmobiliaria, alquileres, reporting financiero y operativo (incluyendo presupuestos operativos), valoraciones, auditorías, revisiones de mercado, contabilidad y refinanciaciones y ventas de activos.
- Gestión Inmobiliaria: El Gestor Inmobiliario se encarga de la gestión operativa de los inmuebles. Es la gestión del equipamiento, instalaciones, y los activos físicos. La gestión inmobiliaria, engloba los procesos, sistemas y recursos humanos necesarios para gestionar el ciclo de vida de los inmuebles incluyendo adquisición, control, contabilidad, mantenimiento, utilización y venta.

## Estrategias

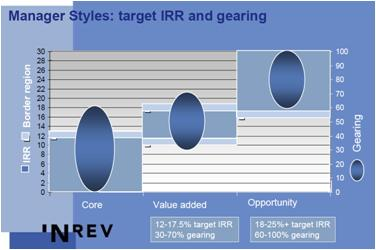
Estrategias de Inversión

Los fondos de capital privado inmobiliario, siguen generalmente tres tipos de estrategias de inversión: Core y Core-plus, Valor añadido o "Value Added" y finalmente estrategias de inversión Oportunistas.
- Core y Core Plus: Es una estrategia de ratios riesgo/rentabilidad moderados. El fondo habitualmente invertirá en propiedades "core" aunque algunas de ellas requerirán ciertas mejoras. Por propiedades core, nos referimos a aquellos inmuebles bien ubicados, de construcción reciente y con un alto nivel de ocupación de inquilinos cuya calidad crediticia sea alta. La rentabilidad en estas inversiones es obtenida principalmente por unos ingresos recurrentes de alquileres y una baja plusvalía cercana a la inflación.
- Valor Añadido o Value Added: Es una estrategia de inversión de ratio riesgo/rentabilidad medio-alto. Esta estrategia requiere comprar un inmueble, mejorarlo de alguna forma (reformas, cambio de inquilinos, etc.) y su venta en el momento oportuno generando una plusvalía. Los inmuebles son considerados "Valor Añadido" cuando presentan problemas operacionales o de gestión, requieren mejoras físicas y o sufren de restricciones de capital o deuda.
- Oportunista: Esta es una estrategia de ratio riesgo/rentabiliad alto. Los inmuebles requerirán de un alto grado de mejoras. Estas estrategias pueden conllevar inversiones en promociones, en suelo, incluso suelo agrícola y en inmuebles centrados en nichos de mercado.